# Fauriella baolocensis
Fauriella baolocensis là một loài rêu trong họ Theliaceae. Loài này được Tixier mô tả khoa học đầu tiên năm 1966.